# Федоренко Назар Станіславович
Наза́р Станісла́вович Федоренко — солдат Збройних сил України, учасник російсько-української війни.

## Життєвий шлях
Захоплювався воркаутом. Закінчив військовий ліцей, з осені 2013 року — в лавах ЗСУ за контрактом.
З початком бойових дій частина перебувала в місті Щастя, потім перевели до Дніпропетровського аеропорту, на початку літа 2014 року — на Донбас. Розвідник, кулеметник, важкопоранений в бою під Амвросіївкою 7 серпня 2014-го — частина рушила колоною, почався сильний обстріл. Куля пройшла за кілька міліметрів від серця між пластинами бронежилета. 34 дні лікарі в реанімації боролися за його життя, за уздоровленням слідкувала мама Валентина Іванівна.

## Нагороди
За особисту мужність і героїзм, виявлені у захисті державного суверенітету та територіальної цілісності України, вірність військовій присязі під час російсько-української війни, відзначений — нагороджений
- 13 серпня 2015 року — орденом «За мужність» III ступеня.